# 王国明 (足球运动员)
王国明（1990年02月2日—），男，辽宁大连人，中国足球运动员，司职门将，现時效力于中超球队河南建业。

## 生平
王国明的父亲是工人，母亲是排球运动员。他6岁开始和弟弟王国亮一起踢足球。他在大连东北路小学度过了小学时代。

### 大连实德
王国明在2003年进入大连实德的青年队。2010年夏季王国明进入了大连实德一线队大名单，身披35号球衣，是球队的第四门将。

### 福建骏豪（石家庄永昌）
2011赛季王国明被租借到了中乙球队福建骏豪（现在的石家庄永昌）。这个赛季，福建骏豪夺得中乙联赛季军，获得附加赛资格，同中甲联赛倒数第三名贵州智诚争夺一个中甲联赛名额。这场附加赛上，王国明首发并打满全场。两队在90分钟内战成1比1平，加时赛中双方都没有取得进球。点球大战中，王国明在第一轮扑出刘骥的点球，并在最后一轮为本队罚进点球，帮助球队6比5取胜，成功升级。王国明因而成为球队的冲甲功臣。
2012年赛季，王国明正式转会至福建骏豪，并一直担任主力门将。2015年3月9日，在新赛季中超联赛首轮石家庄永昌客场1比2不敌广州恒大的比赛中首发出场，上演了在顶级联赛的首秀。

### 河南建业
2016年2月26日，河南建业宣布王国明转会加盟球队，并且在3月5日中超联赛新赛季首轮主场1比0击败上海上港的比赛中完成首秀。